# Kościół katolicki

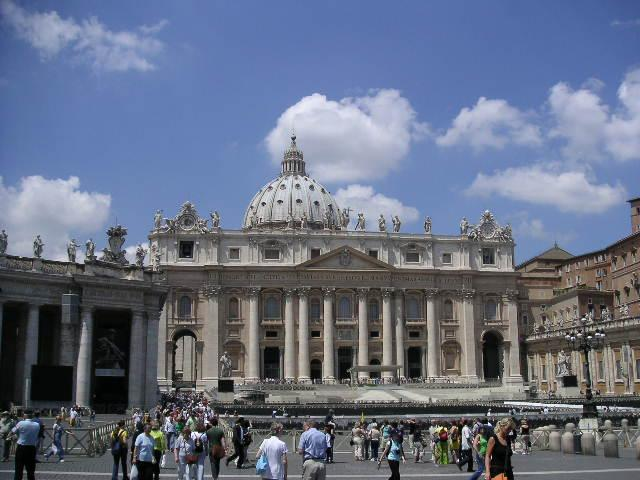
Bazylika św. Piotra w Watykanie

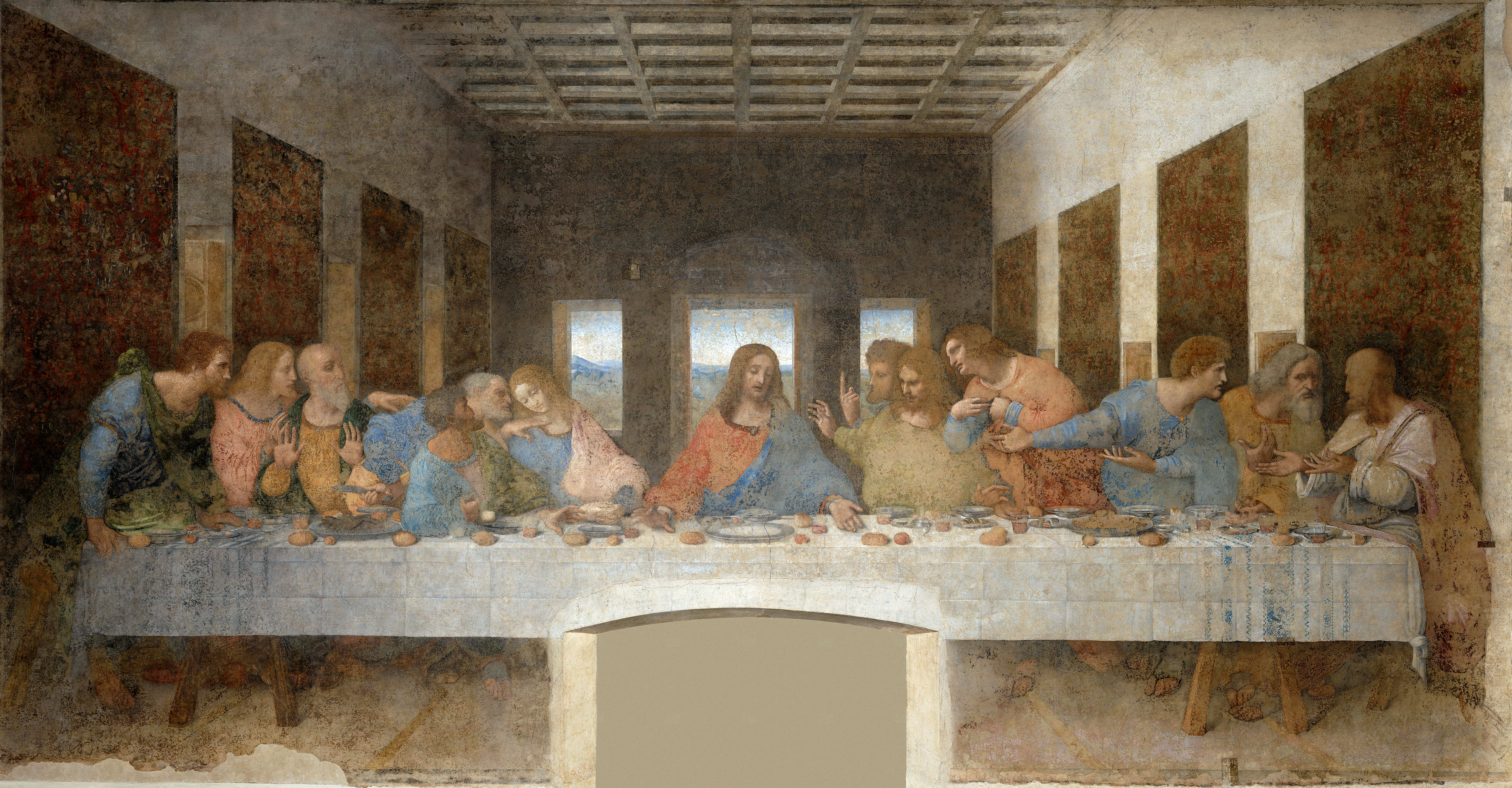
Ostatnia wieczerza pędzla Leonarda da Vinci

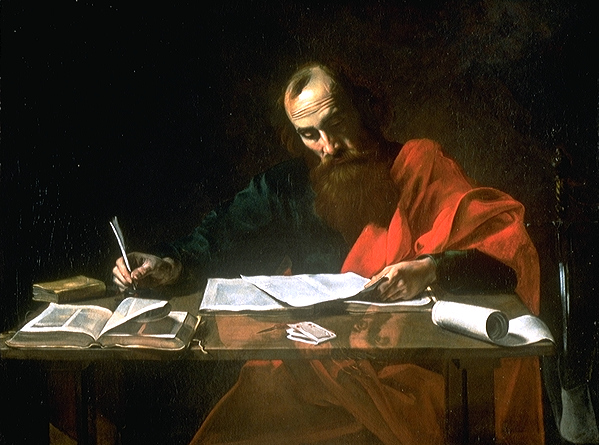
Św. Paweł

Kościół katolicki, Kościół powszechny (gr. καθολικός, katholikos, powszechny) – największa na świecie chrześcijańska wspólnota wyznaniowa, głosząca zasady wiary i życia określane mianem katolicyzmu. Kościół katolicki jest jednym z trzech głównych nurtów chrześcijaństwa, obok Cerkwi prawosławnej i Kościołów protestanckich. Kościół katolicki uważa się za jeden, święty, powszechny i apostolski Kościół założony przez Jezusa Chrystusa blisko 2 tysiące lat temu.
Kościół zachowuje jedność w zakresie doktryny, dopuszcza natomiast różnice w obrzędach liturgicznych oraz odrębność organizacji hierarchicznej i kanonicznej (tzw. Kościoły sui iuris). W związku z tym w Kościele katolickim wyodrębnić można dominujący pod względem liczebności Kościół łaciński (zwany również Kościołem rzymskim lub zachodnim) oraz Katolickie Kościoły wschodnie, które mimo ich liczby i różnic między sobą ujmowane są wspólnie ze względu na swą niewielką liczebność.
Równość wszystkich Kościołów katolickich potwierdzono na II soborze watykańskim:

(...) Kościoły, tak Wschodu, jak i Zachodu, chociaż różnią się częściowo między sobą tak zwanymi obrządkami, mianowicie liturgią, karnością kościelną i spuścizną duchową, są wszakże jednakowo poddane władzy pasterskiej Biskupa Rzymskiego (...). Dlatego Kościoły te jednakową posiadają godność i żaden z nich nie góruje nad innymi z racji obrządku. Cieszą się też tymi samymi prawami i poddane są tym samym obowiązkom.

Z racji, iż Kościół rzymskokatolicki przewyższa zdecydowanie swoją liczebnością inne części Kościoła katolickiego, często błędnie – w obiegowej opinii – utożsamiany jest on z Kościołem katolickim w ogóle.

## Historia Kościoła katolickiego
Historia Kościoła katolickiego w pierwszym tysiącleciu jest ściśle zjednoczona z historią chrześcijaństwa, którego pierwszy poważny podział nastąpił dopiero w 1054 (Schizma wschodnia).
Historię Kościoła katolickiego na tle innych Kościołów chrześcijańskich widać najlepiej poprzez historię kwestii Prymatu Świętego Piotra.

### I–IV w.
Według Kościoła katolickiego w Nowym Testamencie założenie Kościoła zostało zapowiedziane przez Jezusa Chrystusa, który w słowach skierowanych do św. Piotra miał powiedzieć: Ty jesteś Piotr [czyli Opoka] i na tej opoce zbuduję Kościół mój, a bramy piekielne go nie przemogą (Mt 16,18).
Pierwotny Kościół, który traktowany był jako stronnictwo religijno-polityczne, nie był jednolity i składał się z wielu grup (Kościołów lokalnych), tzw. gmin chrześcijańskich. Jego wyznawcy mieli jednak świadomość przynależności do jednej wspólnoty: „Jeden jest Pan, jedna wiara, jeden chrzest” (List do Efezjan 4,5). Na czele pierwszej z nich, założonej w Jerozolimie ok. 33 r. n.e., stał początkowo Piotr Apostoł.
Zgodnie z tradycją Kościoła katolickiego wspólnota pierwotnych gmin chrześcijańskich może być uważana za jego zalążek. Słowo katolicki pochodzi od greckiego określenia Καθολικος, oznaczającego uniwersalny lub powszechny. W listach ówczesnych biskupów, m.in. Klemensa Rzymskiego, Polikarpa ze Smyrny i Ignacego z Antiochii pojawiają się pierwsze nawoływania do utrzymania jedności w wierze. W liście tego ostatniego do Kościoła w Smyrnie napisanym przed rokiem 107 n.e. po raz pierwszy znalazło się określenie Kościół katolicki. Określenie to pojawiało się również w późniejszych tekstach Ireneusza, biskupa Lyonu. Mniej więcej od II wieku n.e. mówi się już zawsze o jednym Kościele powszechnym, który składa się z wielu gmin. Wielki wpływ na utrzymanie wspólnoty miały zebrania kierowników gmin, podczas których załatwiano sprawy bieżące, zwłaszcza rozwiązywano trudności natury organizacyjnej i doktrynalnej. Nie wszystkie zebrania miały jednakowy zasięg. Dokumenty wspominają o synodach prowincjonalnych, o zebraniach biskupów z kilku prowincji i synodach powszechnych. Sobór powszechny, podobnie jak dzisiaj, uważano w tamtym czasie za najważniejszą instytucję całego Kościoła.
Kościół w II w. nie nosił jeszcze wszystkich cech katolicyzmu. Uwaga chrześcijan koncentrowała się głównie na przechowywaniu „tradycji apostolskiej”, dlatego też tworzono organizację kościelną i hierarchiczną władzę, która miała czuwać nad czystością wiary. Wtedy też ustanowiono wyznanie wiary i kanon ksiąg świętych. Katolicyzm kształtował się stopniowo wskutek asymilacji elementów kultur hellenistycznej i rzymskiej. Na tym tle dochodziło do wielokrotnych konfliktów wewnątrz Kościoła. Wśród przełożonych gmin występowały dwie skrajne tendencje: do izolowania nowej wiary od wpływów świata hellenistycznego i do wytworzenia religii powszechnej poprzez połączenie chrześcijaństwa z elementami kultury starożytnej.

### Dominująca religia Cesarstwa

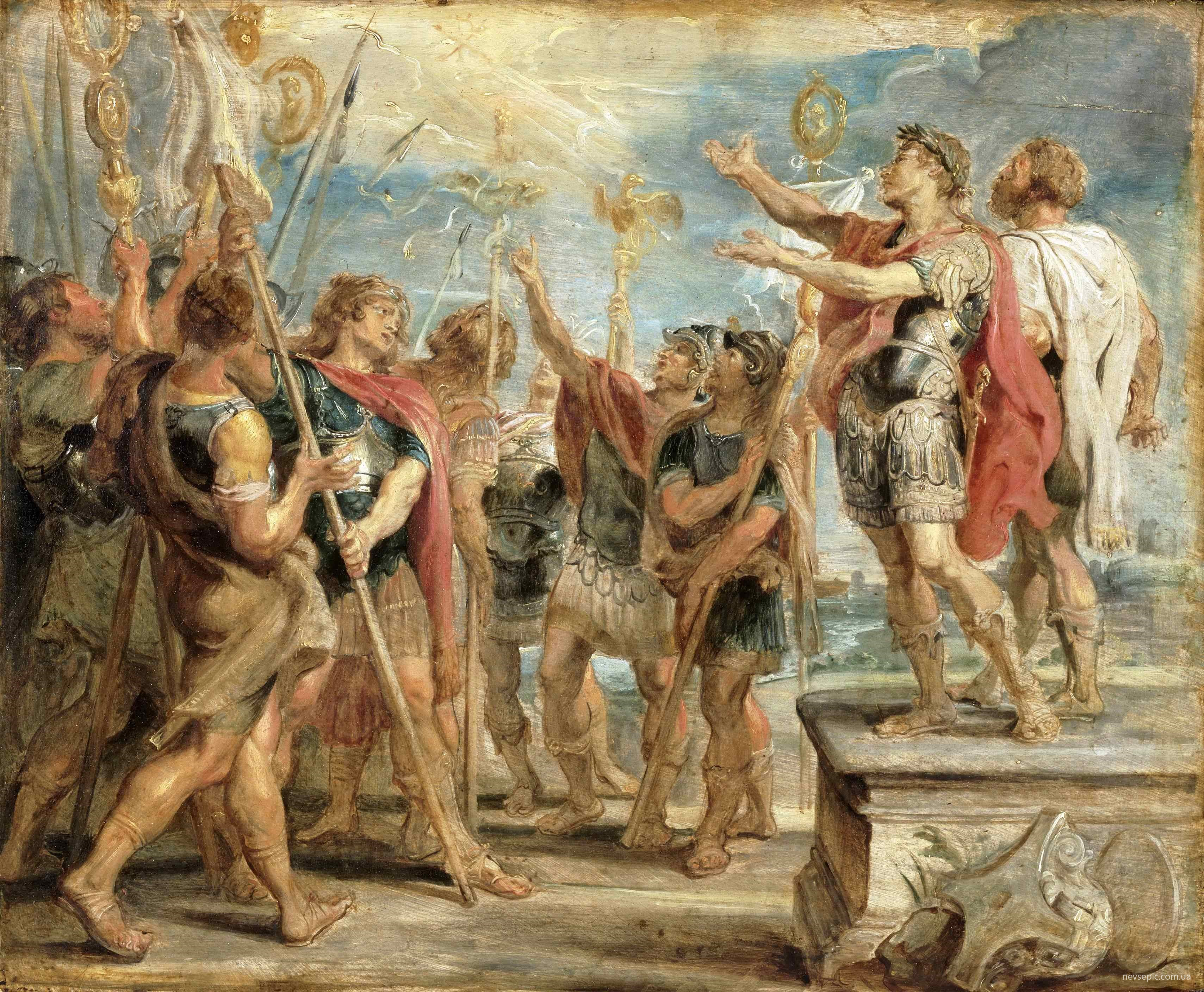
Peter Paul Rubens „Nawrócenie Konstantyna”

Edykt mediolański z 313, w którym cesarz Konstantyn I Wielki podarował chrześcijanom swobodę wyznawania ich religii, przypieczętował ten drugi scenariusz.

### Średniowiecze
Kościół na Zachodzie ostał się w okresie wędrówki ludów. W 755 roku powstało Państwo Kościelne, doszło do upolitycznienia papiestwa. Kościół dał nowy kształt kulturze, zwanej średniowieczną, a właściwie stał się jej twórcą.
Dzieje Kościoła na Wschodzie były bardziej stabilne niż na Zachodzie. Cesarstwo Bizantyńskie nabrało charakteru jeszcze bardziej greckiego, któremu uległa też liturgia bizantyjska. Zachód zaznaczył swą odrębność szczególnie w 800 roku, gdy powstało zachodnie cesarstwo Karola Wielkiego, oraz w 1054 roku, kiedy dokonał się rozłam między papiestwem i patriarchatami wschodnimi.
Papiestwo w X wieku przeżywało tragiczny kryzys, przezwyciężony dopiero w pierwszej połowie XI wieku przez reformę gregoriańską. W tym czasie Bizancjum osiągnęło politycznie i kościelnie jeden ze szczytów swego rozwoju pod rządami dynastii macedońskiej (867–1056).
Kościół katolicki dokonał nawróceń ludów germańskich, objął chrystianizacją Bałtów i Słowian z grupy językowej zachodniej. Szczególnego znaczenia politycznego nabrał Kościół w XII i XIII wieku, którego zewnętrznym wyrazem stały się krucjaty i dominująca rola papieży względem cesarzy. Do walki z herezjami ludowymi powołano inkwizycję.
W XIV wieku papiestwo uległo osłabieniu, co uwidoczniło się najwyraźniej w niewoli awiniońskiej, wielkiej schizmie zachodniej i koncyliaryzmie.

### Reformacja i sobór trydencki (1517–1564)

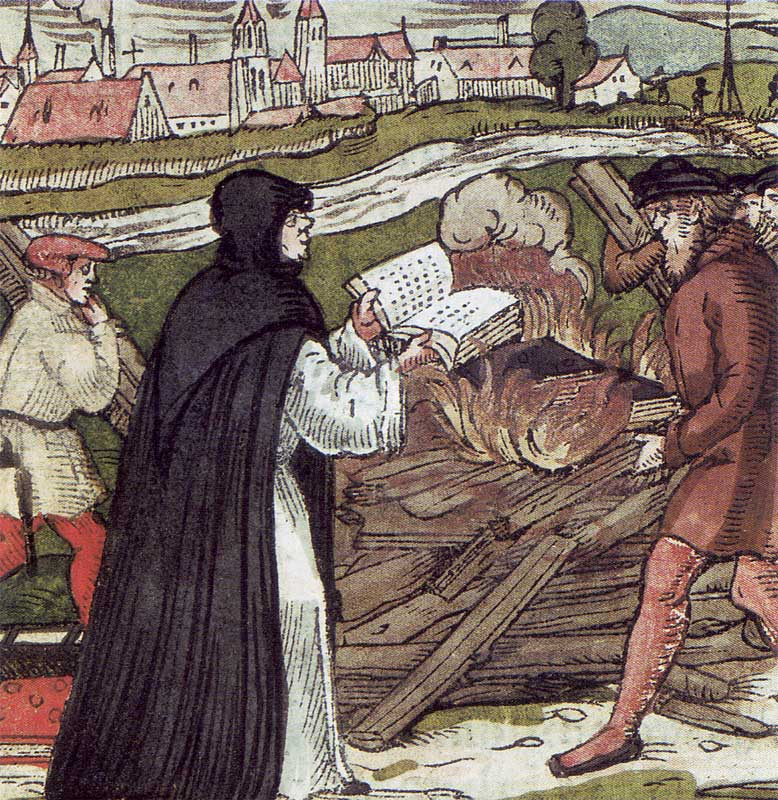
Luter palący bullę papieską

W pierwszym ćwierćwieczu XVI stulecia wielu ludzi pragnęło reformy Kościoła. W 1517 roku w Wittenberdze wystąpił ze swoimi 95 tezami Marcin Luter, krytykując w nich m.in. praktykę sprzedawania odpustów, z których Kościół pozyskiwał środki na finansowanie budowy bazyliki św. Piotra w Rzymie. Protestanci odrzucili kulty świętych oraz Marii, a także prymat papieża, utrzymując, że wiele dogmatów katolickich nie ma żadnego potwierdzenia w Biblii; krytykowali także zbyt wystawne i rozwiązłe życie papieży i biskupów. Marcin Luter zarzucał klerowi wyższych warstw wystawne życie, brak wykształcenia niższych hierarchów, włącznie z analfabetyzmem, płatne odpusty oraz celibat.
Marcin Luter szybko znalazł wielu zwolenników, a rozpoczęty przez niego ruch w Niemczech uległ wkrótce radykalizacji. W Szwajcarii, na obszarze języka niemieckiego (Zurych), podobny ruch reformacyjny zapoczątkował Ulrich Zwingli, a na obszarze języka francuskiego (Genewa) Jan Kalwin. Niektórzy władcy popierali nowy ruch, lecz nie odeszli od katolicyzmu, inni wprost opowiedzieli się za reformacją. Król angielski Henryk VIII zwalczał naukę Lutra, jednak z osobistych i państwowych racji doprowadził Kościół w Anglii do schizmy.
W Kościele katolickim powoli przeprowadzano reformę, najpierw w małych kręgach duchownych i świeckich. Przeciwdziałanie reformacji było jednym z głównych powodów zwołania soboru trydenckiego (1545–1563).
Rozłam jednego zachodniego chrześcijaństwa na katolickie i ewangelickie nie zahamował rozwoju misji katolickich, zaktywizowanych odkryciami geograficznymi.

### Odnowa trydencka (1564–1648)
Uchwały soboru trydenckiego były źródłem odnowy religijnej i kościelnej. Realizowali je wybitni papieże potrydenccy i ich nuncjusze, biskupi i kapłani nowej formacji, zakony nowe (np. jezuici) i zreformowane dawne, święci, których w tym okresie było szczególnie wielu, i misjonarze. Dla misji wydarzeniem wielkiej wagi było utworzenie Kongregacji Rozkrzewiania Wiary.
Niezdefiniowana na soborze kwestia prymatu papieskiego powodowała różnice w poglądach, przez co dzieło kardynała Roberta Bellarmina o władzy papieskiej dostało się na indeks. Galileo Galilei został krytycznie osądzony z powodu swoich herezji, a niepotwierdzona wówczas naukowo rozprawa Kopernika znalazła się na indeksie. Kościół nie dokonywał metodycznego porównywania wyników nauk eksperymentalnych i matematycznych z prawdami objawionymi.
W Europie nastąpiły krwawe wojny religijne i polityczne. Przede wszystkim były to walki między ewangelikami i katolikami:
- we Francji (wojny hugenockie)
- i w cesarstwie (wojna trzydziestoletnia zakończona pokojem westfalskim)

Utrwalony rozłam wyznaniowy nie wygasił tęsknoty za pokojem religijnym i jednością kościelną. Nikłe były rezultaty usiłowań ireników, marzących o religijnej jedności w państwie.

### Barok (1648–1758)
Po pokoju westfalskim w 1648 ustabilizował się stan prawny wyznań chrześcijańskich: katolicyzmu, luteranizmu i kalwinizmu.
Kościół stał się bardziej wystawny i stracił na dynamizmie. Papieże potępiali gallikanizm i popadali w konflikty z monarchami. Misje również ustały na sile, z powodu sporu o akomodację oraz wpływów regalizmu w Ameryce Łacińskiej. Regalizm pomógł jednak obronić Europę przed turecką inwazją. Kryzys przeżywały unie prawosławnych z Kościołem katolickim.
Najazd szwedzki na Rzeczpospolitą (dla celów politycznych) szybko został przez większość Polaków uznany za wojnę religijną.
Oświecenie z czasem wyraziło się w ostrej krytyce religii i Kościoła. Okres ten ujawnił nowe kierunki: deizm, a nawet ateizm. Wielokrotnie przez Kościół została potępiona masoneria, która żądała usunięcia różnic religijnych i stanowych. Potępiono też jansenizm. Rzymskie decyzje w sprawach wiary i moralności były przyjmowane niekiedy z oporami.

### Wstrząsy rewolucyjne (1758–1850)
Papiestwo z wielkim trudem pokonywało wrogie idee i systemy, jak absolutyzm katolickich monarchów, febronianizm i józefinizm. Dwory burbońskie wypędziły siłą jezuitów ze swych krajów.
Wybuch Wielkiej Rewolucji Francuskiej (1789) wywarł decydujący wpływ na życie Kościoła i ograniczył jego misyjne działanie. Francja powróciła do jedności z Kościołem za Napoleona, który narzucał innym krajom swoją politykę kościelną.
Kongres Wiedeński przywrócił ustrój monarchiczny, co spowodowało sojusz ołtarza z tronem. W konsekwencji ścierały się ze sobą dwa nurty: liberalizm i ultramontanizm. Katolickie życie umysłowe koncentrowało się na walce z wrogimi ideami. Polscy zaborcy wchodzili w skład Świętego Przymierza, które starało się bronić legitymizmu i zasad chrześcijańskich.
W krajach Ameryki Północnej katolicyzm rozwijał się szybko. Kraje latynoamerykańskie odrzucały władzę europejskich państw i najczęściej oddawały ją w ręce liberałów oraz ulegały szczególnym wpływom masonerii. Poprawiała się sytuacja katolików w europejskich krajach protestanckich, jednak cały czas była trudna na terenie prawosławnego imperium rosyjskiego.

### Umocnienie (1850–1914)
Klęska Wiosny Ludów nie oznaczała końca liberalizmu politycznego. Zjednoczenie Włoch doprowadziło do upadku Państwa Kościelnego w jego dawnej formie. Pius IX utracił władzę świecką, ale wzmocnił moralny autorytet papiestwa, podobnie jak jego następcy: Leon XIII i Pius X. Na I soborze watykańskim zatwierdzono dogmat o nieomylności papieża w sprawach wiary i moralności. Pius IX i Pius X zmierzyli się z najgroźniejszymi błędami swoich czasów w swoich Syllabusach. Na początku XX w. potępiono też modernizm.
Dokonał się rozwój Kościoła na całym świecie. W Europie i Ameryce Kościół rozwinął swe struktury i ukształtował swoisty typ dynamicznego katolicyzmu. Wśród zrewolucjonizowanych Latynoamerykanów Kościół podjął dzieło swej odnowy. Kościoły prawosławne broniły przed katolicyzmem swego stanu posiadania.
Rozwinął się katolicyzm społeczny i powstała katolicka nauka społeczna. Odnowiono formację seminaryjną oraz życie kapłańskie i zakonne.

### Okres wojen (1914–1962)
I wojna światowa (1914–1918) zmieniła warunki życia i mentalność ludzi. Rewolucja październikowa umożliwiła komunistom wypowiedzenie wojny każdej religii, zwłaszcza zaś Kościołom chrześcijańskim.
Kościół katolicki przez wojny i komunizm także znalazł się w nowych warunkach życia i działalności. Przyjął nowe formy apostolatu i chrystianizacji świata. Uaktywnili się świeccy, m.in. poprzez Akcję Katolicką. Do pewnego stopnia zdołał w okresie międzywojennym ukształtować nowe idee, dotyczące świadomości o sobie samym i swoim posłannictwie w świecie. Jednak za Jana XXIII (1958–1963) zwołano II sobór watykański.
Papieże Benedykt XV, Pius XI i Pius XII pełnili godnie niełatwe zadanie orędowników pokoju w świecie. Po II Wojnie Kościół musiał walczyć z zagrożeniem wojującego komunizmu ze strony Związku Radzieckiego, który ukształtował obóz państw demokracji ludowej. Rozwój życia zakonnego i należyta formacja duchowieństwa stanowiły ważne źródło religijności katolików, którzy w wielu krajach zdołali przeciwstawić się wojującemu ateizmowi.
Papieże podjęli starania o jedność samego Kościoła i jedność całego chrześcijaństwa. Kościół poza Europą nadal musiał działać w dwóch kulturalnie różnych światach: anglosaskim i latynoskim. Młode Kościoły krajowe Azji i Afryki rozwijały się, choć dla ich działalności nadal utrudnieniem były pozostałości kolonializmu, nacjonalizmu i komunizmu.

### Okres od II soboru watykańskiego
II sobór watykański zapoczątkował reformę Kościoła katolickiego poprzez otwarcie go na dialog z innymi wyznaniami (dialog ekumeniczny) i ogólne zarysowanie reformy liturgii. Podczas trwania soboru papież Paweł VI nawiązał bliskie stosunki z patriarchą Konstantynopola Atenagorasem. 5 grudnia 1965 zostały odwołane ekskomuniki, którymi w 1054 obłożyli się nawzajem dostojnicy Kościołów rzymskiego i konstantynopolitańskiego.
Na początku XXI wieku w wielu krajach świata ujawniono liczne przypadki nadużyć seksualnych dokonanych przez duchownych katolickich, zwłaszcza przypadki pedofilii.

## Struktura
Kościół katolicki charakteryzuje się silnie hierarchiczną strukturą. Najwyższym hierarchą Kościoła katolickiego jest papież (zwany z łac. Pontifex Maximus = Najwyższy Kapłan), chociaż formalnie pozostaje on tylko biskupem Rzymu. Uznawany jest przez członków Kościoła katolickiego za następcę Apostoła Piotra, zastępcę Chrystusa na ziemi oraz widzialną głowę Kościoła; wybierany po śmierci poprzednika lub jego rezygnacji (kanon 332 Kodeksu Prawa Kanonicznego stanowi, co następuje: Gdyby się zdarzyło, że Biskup Rzymu zrzekłby się swego urzędu, to do ważności wymaga się, by zrzeczenie zostało dokonane w sposób wolny i było odpowiednio ujawnione; nie wymaga zaś niczyjego przyjęcia) w ogólnym zgromadzeniu kardynałów-elektorów, zwanym konklawe. Siedzibą papieża jest Watykan. Obecnie urzędującym papieżem jest Leon XIV, wybrany na konklawe 8 maja 2025 r.  
Sobór powszechny jest zgromadzeniem wszystkich biskupów w sprawach najwyższej wagi. Przewodniczy mu papież, wszystkie uchwały soboru podlegają zatwierdzeniu przez papieża. Do tej pory według Kościoła katolickiego odbyło się 21 soborów powszechnych (inne wyznania za powszechne uznają tylko pierwsze 7 soborów, które odbyły się przed rozłamem na chrześcijaństwo wschodnie i zachodnie). 
Podstawowymi jednostkami administracyjnymi w strukturze Kościoła katolickiego są diecezje i parafie, a pomocniczymi metropolie (prowincje kościelne) i dekanaty.
Kościół katolicki w sposób zwyczajny rządzony jest nieograniczoną władzą absolutną papieża. Niemniej jednak gdy niekonieczne jest stosowanie przez papieża władzy w sposób bezpośredni, wówczas zastosowanie ma prawo kanoniczne.

## Kościół katolicki w teologii

### Ciało Chrystusa
Kościół jest „Ciałem Chrystusa. Przez Ducha Świętego i Jego działanie w sakramentach, przede wszystkim w Eucharystii, Chrystus, który umarł i zmartwychwstał, tworzy wspólnotę wierzących jako swoje Ciało”. A Chrystus „jest Głową Ciała – Kościoła” (Kol 1, 18). Do tego Ciała Chrystusowego w pełni wcieleni są ci, którzy zostali ochrzczeni w Kościele albo do niego przyjęci, i nie odłączyli się od niego sercem. Dalej mając coraz to mniejszą łączność z Kościołem: katechumeni, wszyscy ochrzczeni, wierzący w jednego Boga, a nawet poszukujący Boga swoim sercem.

### Wspólnota wierzących
Kościół obejmuje osoby żyjące (Kościół pielgrzymujący, Kościół walczący), przebywające w czyśćcu (Kościół pokutujący) oraz zbawione (Kościół triumfujący).

### Przymioty Kościoła
Według nicejsko-konstantynopolitańskiego wyznania wiary katolicy wierzą w Kościół, który jest:
- Jeden (unam) – Tylko jeden Kościół jest kościołem prawdziwym, to znaczy założonym przez Boga. Symbolem jedności w katolicyzmie jest papież.
- Święty (sanctam) – Jako wspólnota mistyczna jest doskonałym Mistycznym Ciałem Chrystusa, Ludem Bożym (co nie oznacza świętości wszystkich członków Kościoła ani kapłanów), w którym działa Duch Święty.
- Powszechny (catholicam) – Jest powołany do działania wśród całej ludzkości i obejmuje tym działaniem wszystkich ludzi niezależnie od stanu, majątku, narodowości oraz od popełnionych grzechów.
- Apostolski (apostolicam) – W pełni i nieprzerwanie przechowuje naukę Jezusa przekazaną apostołom. Symbolem tego w katolicyzmie jest sukcesja apostolska: biskup musi wykazać nieprzerwany łańcuch wyświęcania od jednego z pierwszych Dwunastu Apostołów.

## Inne wspólnoty katolickie
Istnieją również tradycjonalistyczne wspólnoty katolickie, oparte na hipotezach teologicznych sedeprywacjonizmu czy sedewakantyzmu. Wspólnoty te różnią się co do stosunku do władzy papieży od Jana XXIII włącznie, w mniejszym lub większym stopniu ją odrzucając. Nie odrzucają jednak (w odróżnieniu od Kościołów starokatolickich) dogmatu o nieomylności papieża, swój brak zaufania do władzy papieskiej uzasadniając najczęściej średniowieczną hipotezą teologiczną papa haereticus. Znaczna większość z nich nie stanowi osobnych Kościołów – wspólnoty te deklarują jedynie, że to one zachowały czystą wiarę katolicką. Stanowiska sedewakantystów i sedeprywacjonistów nie są jednak uznawane przez Kościół katolicki, który (nie wypowiadając się jednak ostatecznie) uznaje ich za odstępców od wiary. Ponadto katolicyzm dzieli się na liczne Kościoły starokatolickie (wśród nich mariawityzm i polskokatolicyzm), liberalnokatolickie, anglokatolickie i niezależne.

## Kościół katolicki a Biblia

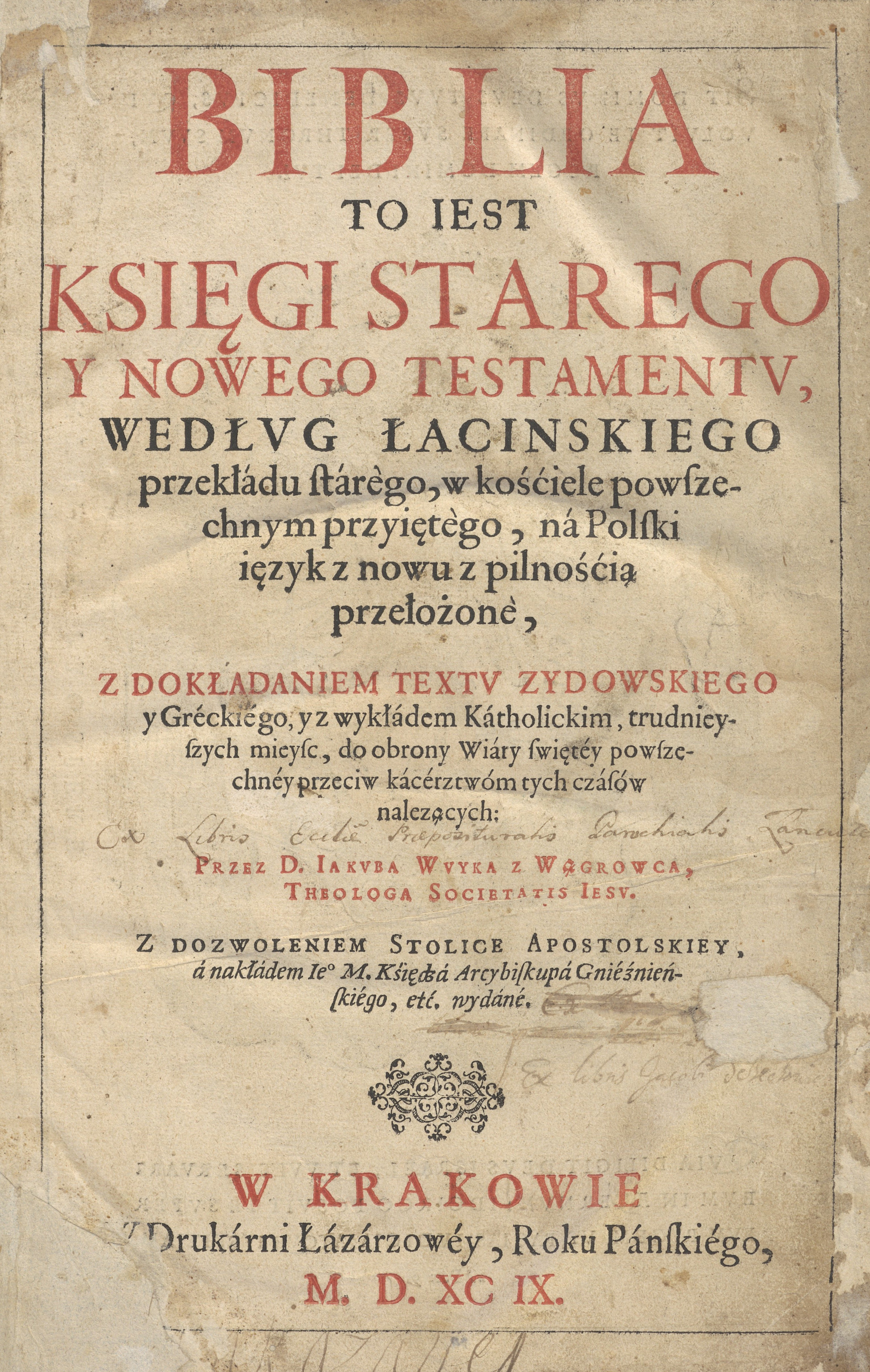
Strona tytułowa pierwszego wydania Biblii Jakuba Wujka

Kościół katolicki od czasów apostolskich traktował Biblię jako podstawę swojej działalności misyjnej i duszpasterskiej. Znaczenie Pisma Świętego jako środka do zbawienia podkreślali m.in. św. Jan Chryzostom, św. Hieronim (nieznajomość Pisma Świętego jest nieznajomością Chrystusa), a także św. Augustyn i Leon Wielki. Indywidualna lektura była kultywowana i pogłębiana zwłaszcza w tradycji monastycznej (Pachomiusz, Ewagriusz z Pontu, Benedykt z Nursji). Począwszy od XIII wieku, w związku z rozwojem sekt i ruchów innowierczych, urząd nauczycielski wydał kilka zakazów posiadania Pisma Świętego (m.in. list papieża Innocentego III z 1199 do biskupa Metzu, dekrety synodów prowincjonalnych w Tuluzie z 1229, Tarragonie z 1234, Oksfordzie z 1408).
W XVI wieku, w związku z głoszonym przez reformację hasłem indywidualnej wykładni i pojawiającymi się przekładami Pisma Świętego na języki narodowe, stanowisko Kościoła zostało zaostrzone. Konstytucja Piusa IV Dominici gregis rustodiae z 1564 zabraniała korzystać z niekatolickich wydań Pisma Świętego, a na korzystanie z katolickich przekładów na języki nowożytne zezwalała wiernym po uzyskaniu zgody proboszcza lub spowiednika. Restrykcje wobec Biblii niekatolickich wynikały m.in. z charakteru przekładów, które zarówno w tekście, jak i adnotacjach wspierały protestanckie doktryny. Choć ograniczenia w korzystaniu z katolickich wydań Biblii zniesione zostały przez papieża Benedykta XIV, w konstytucji Sollicita ac provida z 9 lipca 1753 roku, Pismo Święte nadal w niewielkim stopniu wykorzystywane było w działalności duszpasterskiej. Pod koniec XVIII wieku niemiecki jezuita Johann Michael Sailer domagał się powrotu do Biblii jako podstawowego środka w duszpasterstwie Kościoła, jednakże jego postulaty doczekały się realizacji dopiero pod koniec XIX wieku. Encyklika Leona XIII z 1893 roku Providentissimus Deus nawołuje do ożywienia i uporządkowania studiów biblijnych, a Spiritus Paraclitus Benedykta XV z 1920 do czytania i szerokiego stosowania Pisma Świętego w duszpasterstwie. W podobnym duchu wypowiadali się Pius XII (encyklika Divino afflante Spiritu, 1946) oraz Jan XXIII. Na II soborze watykańskim zalecono, by dokonywać przekładów z tekstów oryginalnych i podkreślono, że Biblia, wraz z Tradycją, jest „najwyższą regułą wiary”.

## Kościół katolicki a cywilizacja

### Kościół katolicki a literatura i filozofia
W starożytności chrześcijanie mieli z jednej strony stosunek krytyczny do dotychczasowego dorobku filozofii (jako mądrości świata odrzucanej przez pismo) i literatury (jako elementu religii pogańskich), z drugiej zaś strony świadomie wykorzystywali ten dorobek w kształtowaniu własnej myśli filozoficznej oraz obronie i propagowaniu chrześcijaństwa. Pierwsi filozofowie chrześcijańscy nazywani apologetami zajmowali się głównie odpowiadaniem na zarzuty stawiane chrześcijaństwu przez władze i filozofów pogańskich, takich jak np. Celsus. Filozofia chrześcijańska zaczęła się odtąd szybko rozwijać, wchłaniając wiele wątków neoplatońskich. Hierarchowie kościelni mieli zazwyczaj dostęp do edukacji, tym samym wielu filozofów tej epoki było zakonnikami, jak np. Tomasz z Akwinu, Bonawentura z Bagnoregio, czy Duns Szkot. Kościół posiadał w tym czasie pełną kontrolę nad uniwersytetami, eliminując z nich idee niezgodne z jego doktryną (uznane za herezje). Często za najważniejszą filozofię katolicką uznaje się tomizm, co zostało nawet usankcjonowane w encyklice Aeterni Patris. W bibliotekach klasztornych przetrwało wiele dzieł literatury i filozofii antycznej, przy czym nie było wśród nich traktatów antychrześcijańskich (których ślady zachowały się jedynie w polemicznych dziełach apologetów), czy literatury uznanej za pornograficzną.
Pierwsze dzieła literatury chrześcijańskiej to Listy apostolskie, Dzieje apostolskie i Pasterz Hermasa, później powstały Ewangelie. Pod koniec starożytności zaczęły powstawać liczne poezje religijne, np. hymny świętego Ambrożego, Kościół patronował także literaturze hagiograficznej. Poezja religijna była tworzona przez całe średniowiecze, za jej najwybitniejszego reprezentanta uznaje się Dantego i jego Boską komedię. Okresem rozkwitu literatury chrześcijańskiej jest także okres kontrreformacji. W tym czasie Kościół podjął także walkę z literaturą i filozofią uznawaną przez niego za heretycką. W roku 1559 powstał pierwszy Indeks ksiąg zakazanych, na którym z biegiem czasu znalazły się z różnych powodów dzieła wielu wybitnych pisarzy (Dante, Goethe, Stendhal, Voltaire, Blaise Pascal, Kartezjusz, Émile Zola itd.).

#### Kościół katolicki w literaturze polskiej
Pierwsze dzieła literatury polskiej to przede wszystkim literatura religijna – np. jej najstarszy zabytek, Bogurodzica. Kościół katolicki zajmuje ważne miejsce w kulturze polskiej. Choć wielu pierwszych twórców piszących w języku polskim, jak Mikołaj Rej, czy Biernat z Lublina, było protestantami, wielki wpływ na ten język i literaturę wywarły także dzieła katolickie, takie jak Psałterz Dawidów Jana Kochanowskiego (dedykowany biskupowi krakowskiemu), przekład Pisma Świętego autorstwa Jakuba Wujka, sonety i psalmy Mikołaja Sępa Szarzyńskiego. Kościół nie tylko inspirował twórców literatury, ale był też często jej przedmiotem i tak np. Ignacy Krasicki napisał satyrycznie przedstawiający życie zakonne poemat Monachomachia. Adam Mickiewicz sformułował wiele zarzutów pod adresem Kościoła w IV. wykładzie paryskim. Motywy katolickie pełniły jednak istotną rolę w takich dziełach jak „Pan Tadeusz”, „Księgi narodu i pielgrzymstwa polskiego”. Mickiewicz pochwalał w nich wartości chrześcijańskie i katolickie. Krytycznie wobec Kościoła odnosił się Juliusz Słowacki, który święta religijne obchodził według kalendarza juliańskiego. Słowacki napisał: „Polsko, twa zguba w Rzymie”. Krytycyzm Słowackiego wobec Stolicy Apostolskiej związany był z polityką ówczesnego papieża Grzegorza XVI, niechętnego względem dążeń niepodległościowych Polski, który w 1832, w encyklice Cum primum potępił powstanie listopadowe. Słowacki pragnął, by kiedyś na czele Kościoła stanął „Papież Słowiański” (napisał na ten temat wiersz).
Poglądy antyklerykalne zarzucano Tadeuszowi Boyowi-Żeleńskiemu, który przetłumaczył na polski potępiane przez Kościół dzieła literatury francuskiej.

### Kościół katolicki a sztuka

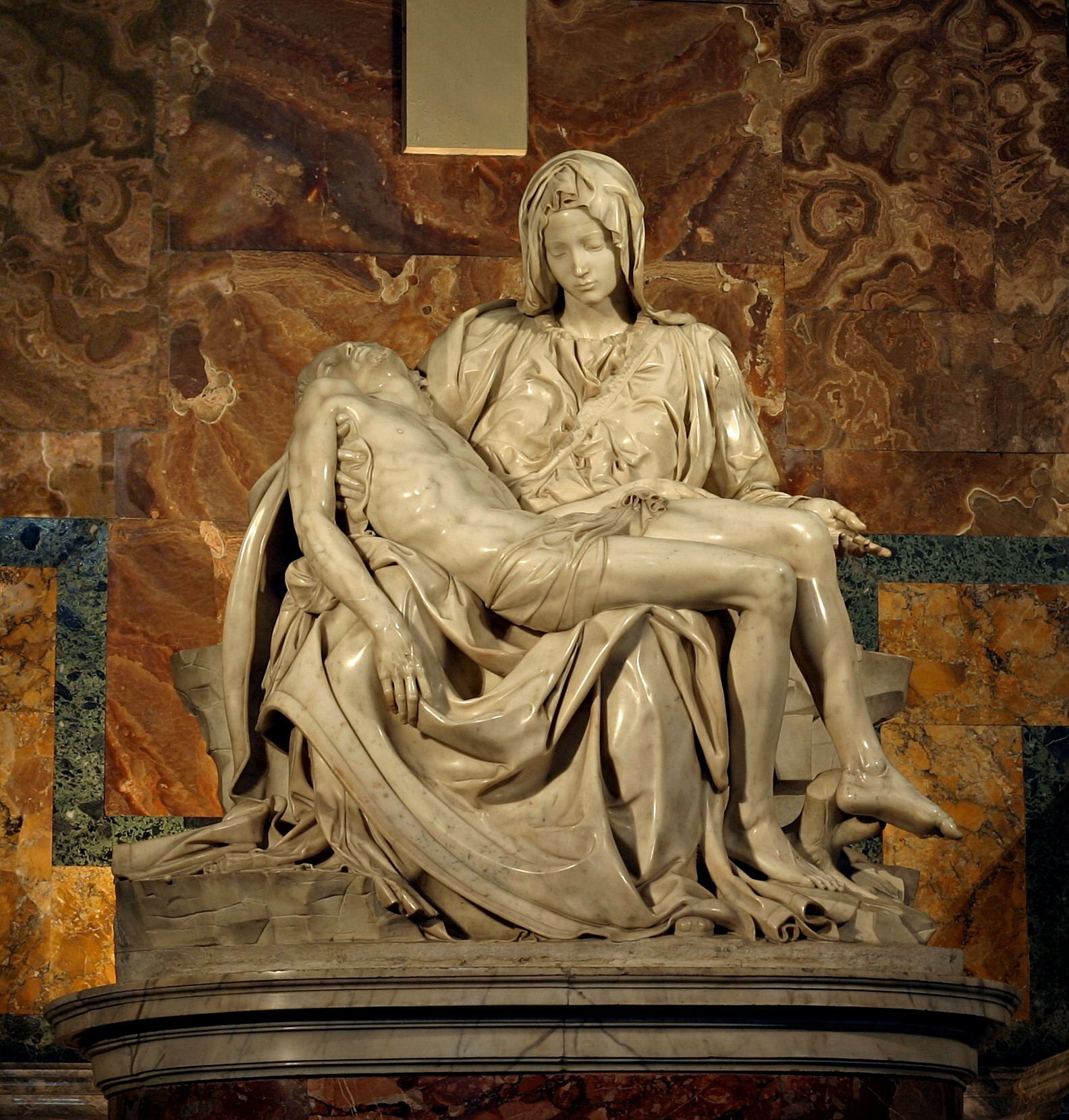
Pietà dłuta Michała Anioła z bazyliki św. Piotra

Od wczesnych wieków chrześcijaństwa z inspiracji religijnej powstawało wiele dzieł sztuki. Pod wpływem rzymskim chrześcijaństwo odrzuciło obowiązujący w judaizmie zakaz przedstawiania postaci. Zaczęto więc przedstawiać postacie Jezusa (często jako Dobrego Pasterza) i Marii. Wizerunki te często były inspirowane wcześniejszymi wyobrażeniami bóstw pogańskich.
W średniowieczu sztuka sakralna stanowiła dominującą część sztuki. Coraz częściej obok postaci Jezusa i Maryi pojawiały się też postacie świętych Kościoła katolickiego. Charakterystyczne było podejście do sztuki: artysta tworzył „na chwałę Boga”, a niekoniecznie dlatego, by jego dzieła były podziwiane przez ludzi. Zauważyć można, że na wielu gotyckich budowlach znajdują się bardzo starannie wykonane detale, które nie mogą jednak być oglądane bez np. wspięcia się na dach.
W czasach renesansu dostojnicy kościelni materialnie wspierali rozwój sztuki (nie tylko sakralnej). Papieże otaczali opieką takich twórców, jak Michał Anioł, Rafael, Francesco Borromini czy Leonardo da Vinci. Do największych mecenasów należeli Aleksander VI i Juliusz II. W krajach obecnej Ameryki Łacińskiej misjonarze katoliccy (w sposób pośredni lub bezpośredni) przyczyniali się do niszczenia zastanych tam kultur. Niszczono np. wizerunki lokalnych bóstw. Niektóre jednak elementy sztuki miejscowej wkomponowały się w chrześcijańską sztukę religijną. Powstał szereg dzieł sztuki łączących tradycje obu kultur.
W dobie kontrreformacji Kościół katolicki inspirował kształtowanie się nowego stylu w architekturze i sztuce – baroku. Katolickie kościoły barokowe miały przyciągać wiernych swym bogactwem, dla odróżnienia od skromnych w formie kościołów protestanckich. Jednocześnie okres ten cechuje bardziej negatywny niż w poprzedniej epoce stosunek do pokazywania ciała ludzkiego – stąd wielu renesansowym rzeźbom dodawano specjalne opaski, by zakryć ich nagość.
W późniejszych epokach Kościół katolicki dalej przywiązywał dużą wagę do sztuki, choć współcześnie dzieła powstałe z inspiracji religijnej stanowią znacznie mniejszy procent niż w dawnych wiekach. Obok tradycyjnych form sztuki religijnej pojawiły się nowe – np. filmy przedstawiające w sposób sfabularyzowany historie znane z Biblii lub biografie osób uznanych za święte.
Kościół przywiązuje dużą wagę do środowisk twórczych. Organizowane są dla zainteresowanych specjalne rekolekcje, działają ośrodki duszpasterskie ukierunkowane na te środowiska. Wyznaczony jest też kapelan środowisk twórczych.
Krytycy zarzucają Kościołowi katolickiemu chęć wprowadzenia cenzury wobec dzieł sztuki. Powołują się tu na krytyczne głosy przedstawicieli Kościoła wobec dzieł sztuki nawiązujących do motywów religijnych w sposób odmienny od punktu widzenia Kościoła, czy też zbyt śmiało przedstawiających sprawy związane z seksualnością człowieka.

### Kościół katolicki a nauka

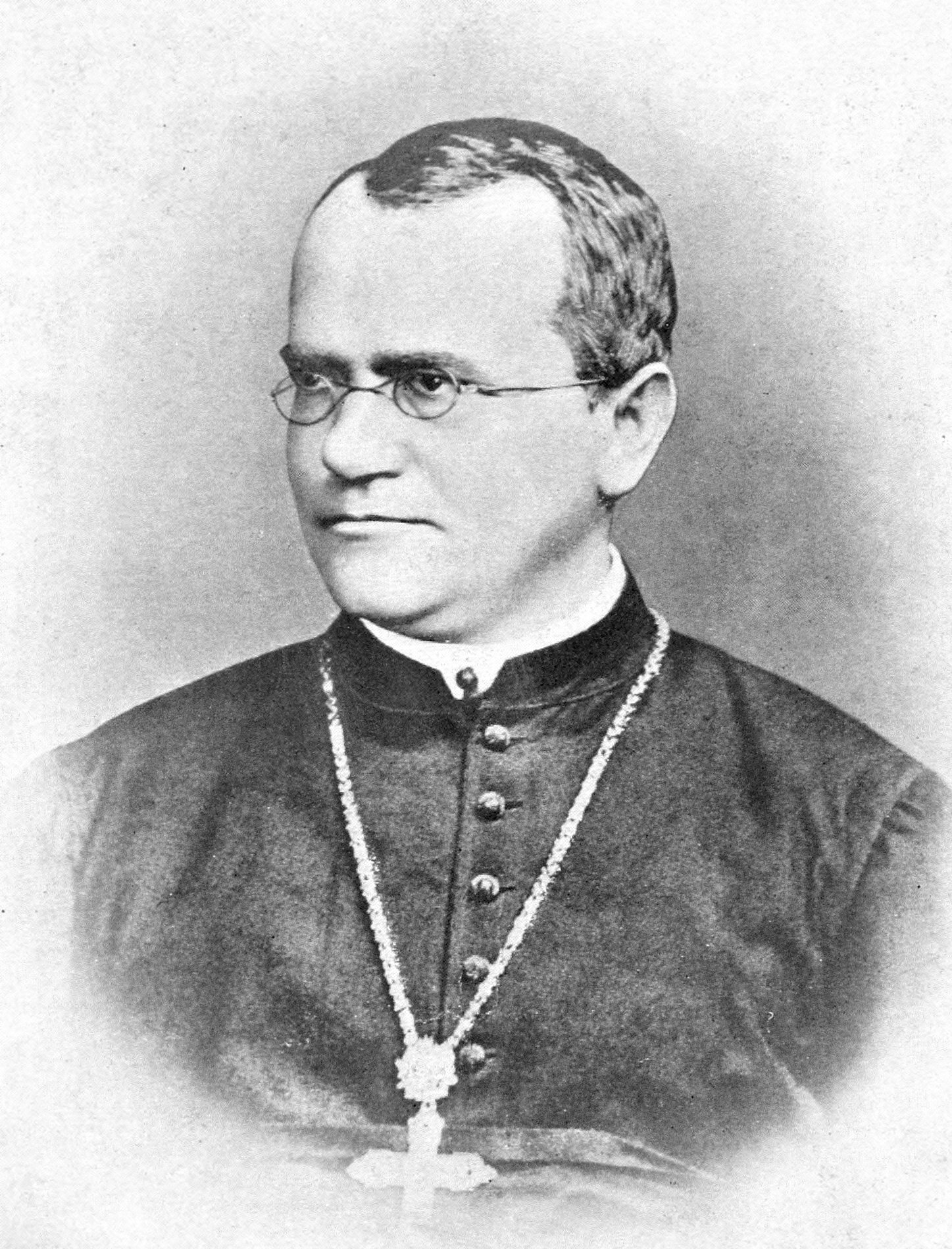
Katolicki ksiądz Grzegorz Mendel (1822–1884) – prekursor genetyki

Od wczesnego średniowiecza Kościół katolicki stymulował rozwój nauki i techniki. Przez kilka stuleci Średniowiecza w przyklasztornych bibliotekach i scriptoriach tysiące mnichów przepisywało antyczne manuskrypty, dzięki czemu ocalono dorobek starożytnej literatury i nauki przed niszczącymi najazdami barbarzyńców. Począwszy od X wieku Kościół zaczął tworzyć, głównie w oparciu o szkoły katedralne, sieć uniwersytetów, która umożliwiła rozpowszechnianie i rozwój wszystkich dziedzin wiedzy. Stworzenie uniwersytetów dało początek międzynarodowej społeczności naukowej, która położyła fundamenty pod późniejszą rewolucję naukową. Jak skonstatował jeden z badaczy, w średniowieczu Kościół był „jedyną instytucją w Europie, która wykazywała ciągłe zainteresowanie kultywowaniem i pielęgnowaniem wiedzy”.
Do rozwoju nauki i techniki w średniowieczu przyczyniły się także zakony. W okresie średniowiecza benedyktyni upowszechnili praktyczną wiedzę z dziedziny techniki upraw ziemi, hodowli bydła i koni, pszczelarstwa, sadownictwa i zielarstwa. Jeden z mediewistów skonstatował, że „każdy klasztor benedyktyński był jednocześnie szkołą rolniczą dla całego regionu”. Wśród benedyktynów nie brakowało wynalazców: najbardziej znani to: Guido z Arezzo – twórca nowoczesnego zapisu nutowego, Gerbert z Aurillac (późniejszy papież Sylwester II) – twórca pierwszego mechanicznego zegara i Dom Pérignon – wynalazca szampana. Cystersi rozwinęli technologię budowy młynów wodnych, metalurgię i hutnictwo szkła. Zakon jezuitów wniósł wkład w rozwój fizyki eksperymentalnej, astronomii, geomagnetyzmu, meteorologii, sejsmologii, a także kartografii. Jezuici utrwalali swój naukowy dorobek w dziełach, dzięki którym upowszechniano wyniki badań. W XVII wieku prawie wszystkie traktaty z dziedziny optyki wyszły spod pióra jezuitów. Pod koniec XVIII wieku prowadzili siedemset szkół średnich i wyższych na pięciu kontynentach oraz kształcili około 20% Europejczyków odbierających klasyczną edukację. Ponadto za sprawą jezuickich misjonarzy zachodnia nauka dotarła do Chin i Indii.
Katoliccy duchowni położyli podstawy pod wiele nowych dziedzin wiedzy, np. ks. Nicolaus Steno uznawany jest za ojca geologii i stratygrafii, o. Atanazjusz Kircher – egiptologii. Grzegorz Mendel był prekursorem genetyki. Wybitnymi astronomami byli Mikołaj Kopernik – odkrywca heliocentryzmu, a także o. Giovanni Battista Riccioli oraz Rudjer Josip Bosković. Franciszkanin Roger Bacon uznawany jest za prekursora współczesnej metodologii nauk, a o. Francisco de Vitoria za twórcę podstaw współczesnego prawa międzynarodowego. Scholastycy mieli z kolei wkład w rozwój ekonomii: m.in. teoria pieniądza Jana Buridana, teoria monetarna Mikołaja z Oreseme, teoria subiektywnej wartości (Pierre de Jean Olivi, Luis de Molina, kard. Juan de Lugo). Jeden z najbardziej wpływowych ekonomistów XX wieku Joseph Schumpeter stwierdził, że późnych scholastyków powinno uważać się za założycieli naukowej ekonomii.
Spośród papieży do największych propagatorów nauki należeli: Benedykt XIV zwany papieżem uczonych, Sylwester II, Klemens XI, a także Jan XXI (Piotr Hiszpan) – wybitny logik, autor dzieła Summulae logicales.
Dziedziną nauki, na którą wpływ Kościoła był niejednoznaczny, jest astronomia. Choć, jak twierdzi jeden z badaczy, „Kościół rzymskokatolicki przeznaczył więcej wsparcia i pomocy finansowej na rzecz rozwoju astronomii przez okres sześciuset lat (od czasu odrodzenia nauki antycznej w późnym średniowieczu do oświecenia) niż jakakolwiek inna instytucja lub prawdopodobnie wszystkie instytucje razem wzięte, faktem jest konflikt władz Kościoła z Galileuszem o status teorii Kopernika. Konflikt zakończył się zakazem głoszenia teorii kopernikańskiej i wciągnięciem dzieła O obrotach ciał niebieskich na Indeks ksiąg zakazanych. W indeksie umieszczane były publikacje uznane za niezgodne z doktryną katolicką. Sprawa Galileusza utrwaliła pogląd o wrogim stosunku Kościoła do nauki.
Utworzenie w 1559 roku przez papieża Pawła IV Indeksu ksiąg zakazanych zabraniającego rozpowszechniania niektórych publikacji naukowych, m.in. z dziedziny astronomii, jest podawane jako przykład negatywnego wpływu Kościoła na rozwój tej dyscypliny. Ostatnio pojawiły się jednak głosy, że realny wpływ Indeksu na rozwój nauki był mniejszy, niż się powszechnie uważa, z uwagi na niewystarczającą skuteczność egzekwowania wynikających z niego zakazów.
Czasy współczesne przyniosły stopniowe odchodzenie od sporu teologii z naukami przyrodniczymi. Potrzebę i możliwość współpracy wiary i nauki sformułował Jan Paweł II w encyklice Fides et ratio. Przejawem tej tendencji jest rozwój chrześcijańskiej filozofii przyrody.

#### Kościół katolicki a teoria ewolucji
W 1950 roku Pius XII w encyklice Humani generis określił ewolucjonizm jako poważną hipotezę, zastrzegając jednak, że rodzaj ludzki pochodzi od jednej pary, mężczyzny i kobiety. Jan Paweł II poszedł dalej, stwierdzając w przesłaniu do Papieskiej Akademii Nauk z 1996, że nowe zdobycze nauki każą nam uznać, że teoria ewolucji jest czymś więcej niż hipotezą. Według niektórych komentatorów wypowiedzi papieża Benedykta XVI wspierają teorię inteligentnego projektu: podczas jednej z audiencji generalnych w 2005 roku papież powiedział: „(...) Na początku stwórcze słowo – to słowo, które stworzyło wszystko i stworzyło ten inteligentny projekt, jakim jest kosmos – jest także miłością”. Komentarze papieża zostały natychmiastowo przywołane przez obrońców koncepcji inteligentnego projektu, którzy utrzymują, że wszechświat jest tak skomplikowany, że musiał być stworzony przez siłę wyższą. Proponenci tej koncepcji dążą w USA do wprowadzenia jej nauczania w publicznych szkołach jako część programu zajęć z nauk przyrodniczych. Z kolei w 2007 roku papież w komentarzu do nowego wydania książki „Kreacja i Ewolucja” („Creation and Evolution”) stwierdził, że teoria Darwina o stopniowym udoskonalaniu się form życia na Ziemi jest „nie do końca udowodniona”, a także że „nauka niepotrzebnie marginalizuje poglądy na temat kreacjonizmu”.

## Statystyki wiernych Kościoła katolickiego
W 2009 świat liczył około 1,181 miliardów wiernych (17,4% populacji). Biorąc pod uwagę kryterium liczby wiernych – Kościół katolicki zajmuje pierwszą pozycję na świecie. Według badań Protestanckiego Ośrodka Globalnego Chrześcijaństwa w Stanach Zjednoczonych codziennie przybywa na świecie 31. tysięcy katolików.
W Niemczech od początku lat 90. z Kościoła katolickiego wystąpiło ok. 1,5 miliona wiernych.
Według danych Głównego Urzędu Statystycznego ze Spisu Powszechnego 2021 roku, do Kościoła katolickiego w Polsce należy 27,1 mln osób, co stanowi 71,3% ludności Polski (38 mln osób). Według Instytutu Statystyki Kościoła Katolickiego(2021) w mszy św. uczestniczy 28,3% zobowiązanych członków kościoła, a do komunii przystępuje 12,9%.

## Przyszłość Kościoła katolickiego
Od kilkudziesięciu lat Kościół katolicki w Europie traci wiernych i duchownych. Przykładami tego zjawiska są:
- spadek deklaracji wiary katolickiej wśród ludności: we Francji jako katolicy deklaruje się 51% ludności w 2007 roku (spadek z 67% w 2000)[40], w Austrii 67% w 2006 (87% w 1971)[41], w Słowenii 58% w 2002 (77% w 1991)[42],
- wzrost średniej wieku kapłanów: w latach 60. i 70. średni wiek księdza wynosił we wszystkich krajach tradycyjnie katolickich 30-kilka lat, obecnie w USA wynosi 56 lat, a w innych krajach waha się między 60 a 75.[43][44][45]; według statystyk watykańskich, 24% porzucających w Europie kapłaństwo księży pochodzi z Polski. Jak podają oficjalne dane z Polski ze stanu duchownego odchodzi około 60 księży rocznie, zaś w całej Europie – prawie 250. W rzeczywistości statystyki nie ujmują wszystkich, dlatego duchownych porzucających kapłaństwo może być kilkakrotnie więcej[46].

Spośród krajów europejskich największą religijnością charakteryzują się Polska, Irlandia, Słowacja i Malta. Wskaźniki niedzielnych praktyk religijnych (osoby zobowiązane do uczestnictwa w mszach świętych i przystępujące do sakramentu komunii) w 2021 r. wynosiły odpowiednio: 28,3% i 12,9% według danych Instytutu Statystyki Kościoła katolickiego, z różnicami w diecezjach od 16 do 59%. W Irlandii także zanotowano spadek praktyk od poziomu 90% w latach 70. do około 40% obecnie. W krajach Ameryki Łacińskiej ma miejsce odpływ wiernych do kościołów protestanckich, głównie zielonoświątkowych: w Brazylii, która jest największym krajem katolickim na świecie, liczbę katolików szacuje się na 67%, chociaż w 1985 roku było to 90%.
Z drugiej strony Kościół katolicki osiągnął sukcesy w ewangelizacji Afryki, gdzie w niektórych krajach katolicy stanowią większość ludności. Sto lat temu w Afryce było 400 000 katolików, teraz jest ich ponad 165 milionów. Według prognoz liczba katolików w Afryce przekroczy liczbę katolików w Europie mniej więcej w latach 30. XXI w., a do 2050 liczba katolików azjatyckich dosięgnie europejskiej.
Prognozuje się, że od 2004 r. do 2050 r. katolickie populacje wzrosną o 146% w Afryce, 63% w Azji 42% w Ameryce Łacińskiej i na Karaibach oraz o 38% w Ameryce Północnej. Europa zaś doświadczy 6% spadku liczebności swojej katolickiej populacji między 2004 a 2050 r.

## Krytyka
Kościół rzymskokatolicki przez cały okres swojego istnienia był i jest poddawany krytyce zarówno wewnętrznej – przez duchownych oraz świeckich członków Kościoła, najczęściej połączonej z planami reformy, jak i zewnętrznej – przez osoby niebędące członkami Kościoła.
Zarzuty dotyczą głównie kwestii aborcji, metody in-vitro, dogmatu o nieomylności papieża, wykorzystywania zbyt dużej ilości pieniędzy państwowych, przemocy seksualnej stosowanej przez duchownych, kapłaństwa kobiet, antykoncepcji, moralnej oceny homoseksualizmu.

### Krytyka w środowiskach katolickich

#### Bractwo Kapłańskie Świętego Piusa X
Członkowie bractwa zarzucają Kościołowi odejście podczas II soboru watykańskiego od postanowień soboru trydenckiego, w tym wprowadzenie zmian w liturgii (dopuszczenie języków narodowych w miejsce łaciny w mszy świętej, zmiana aranżacji prezbiterium, zmiana w sposobie udzielania komunii, zmiana kierunku celebracji mszy) oraz rozpoczęcie dialogu ekumenicznego. Członkowie bractwa podkreślają także możliwość wpływu masonerii na postanowienia soboru.

#### Liberalne nurty
Liberalne nurty katolicyzmu odrzucają nauczanie Kościoła w kwestiach homoseksualizmu, aborcji, antykoncepcji, celibatu i kapłaństwa kobiet. Zdarzają się wśród nich również księża: na przykład Abbé Pierre, który opowiadał się przeciwko celibatowi, zakazowi antykoncepcji, potępianiu przez Kościół związków homoseksualnych, brakowi święceń kapłańskich dla kobiet. Innym przykładem jest francuski biskup Jacques Gaillot, który podważał nauczanie Kościoła w kwestiach homoseksualizmu, stosowania środków antykoncepcyjnych czy zapobiegania AIDS. Został za to usunięty z funkcji biskupa Evreux, po czym założył „diecezję wirtualną” oraz wziął udział w demonstracji na rzecz stosowania prezerwatyw.

### Krytyka ze strony prawosławnych
Cerkiew prawosławna krytykuje Kościół rzymskokatolicki za chęć stosowania prozelityzmu wobec wyznawców prawosławia w miejsce dialogu ekumenicznego. Z tego powodu nie doszło do wizyty papieża Jana Pawła II ani Benedykta XVI w Rosji. Z kolei Kościół katolicki uważa, że te obawy i oskarżenia nie mają realnych podstaw, a Cerkiew rosyjska stosuje szykany i utrudnia pracę biskupom i księżom katolickim.